# Coro Mongioje di Imperia
Il Coro Mongioje è un coro maschile fondato ad Imperia nel 1963. Dagli inizi come compagine legata al canto di montagna e alpino, oggi ha un repertorio vasto che comprende diversi generi musicali e vocali.
È il coro più longevo della Provincia di Imperia.

## Storia

### Le origini
I primi passi dell'attuale Coro Mongioje risalgono al 1963, quando il musicista imperiese Emilio Lepre raduna un gruppo di amici, con la passione comune del canto e della montagna, per formare un coro su ispirazione del Coro della SAT di Trento. Le prime prove si svolgeranno sul retro del negozio di strumenti musicali dello stesso Lepre, tutt'ora in attività a Imperia. L'aumento di elementi nella compagnia è dovuto anche ai diversi iscritti al Club Alpino Italiano, mentre alcuni arrivano dalla passata Corale Agnesi (legata alla omonimo pastificio) attiva verso la fine degli anni '40.
Venne adottato in seguito il nome "Coro Alpino Mongioje" omaggiando la montagna omonima di 2.631 metri della catena delle Alpi Liguri, molto cara agli imperiesi essendo la montagna visibile dal capoluogo provincia di ponente, ad una distanza di 50 km circa a Nord da esso, e con la denominazione "Alpino" per lo stile musicale legato al repertorio classico alpino.

### Dal 1965 al 1977
Nei primi mesi del 1964 il neo gruppo ha bisogno di una sede stabile, poiché il retrobottega di Lepre non è più sufficiente né pratico. Ci sarà il sostegno da parte di don Luigi Morelati, parroco attivo presso la parrocchia di Cristo Re di Imperia, concedendo degli spazi vicini alla chiesa. Alla fine del 1965 per lavoro e per altri progetti musicali, Emilio Lepre lascia la direzione a Guido Gorlero, già in diverse occasioni suo sostituto nei primi impegni corali. Impegni che prevedevano eventi cittadini, raduni, manifestazioni con il CAI locale, liturgie. Il primo concerto nel Teatro Cavour di Imperia avvenne nel 1966. Nel 1969 viene istituito ufficialmente come associazione il "Coro Alpino Mongioje" con la prima assemblea, dove verrà creato il primo consiglio direttivo e confermate alcune scelte come il nome. Negli anni si accresce il numero di coristi come anche i concerti, e inizierà anche la fase dei concorsi corali partendo dal 3° Concorso Nazionale di Cori Alpini di Ivrea nel 1969. In questa occasione il Mongioje conoscerà il coro organizzatore, il Coro Alpino Eporediese, nella figura del suo direttore Paolo Fogliato, futuro Socio Onorario del Mongioje, stringendo una amicizia pluridecennale.
Il repertorio continua ad attingere da autori come Pigarelli, Pedrotti, Dionisi, Carniel, elaborazioni del Coro Monte Cauriol e anche elaborazioni dello stesso Lepre. Nel 1972 il coro si trasferirà nel cuore di Oneglia, in un magazzino adattato appositamente, ed è in questi anni che scompare dal nome ufficiale il termine "Alpino". Nel 1976 verrà organizzata la prima rassegna in città di cori alpini, e vedranno ospiti la Corale Monte Caggio di Bordighera, la Corale Alassina di Alassio e la Corale Alpina Savonese. Nella notte del 15 gennaio 1977, di ritorno da una assemblea del Mongioje, il direttore artistico Guido Gorlero muore in un incidente stradale. In seguito a brevi riunioni, verrà scelto come suo successore Elio Guglieri.

### Dal 1977 al 2012
Con l'ingresso di Elio Guglieri, il coro avrà una svolta decisiva che lo porterà ad essere il Mongioje di oggi.

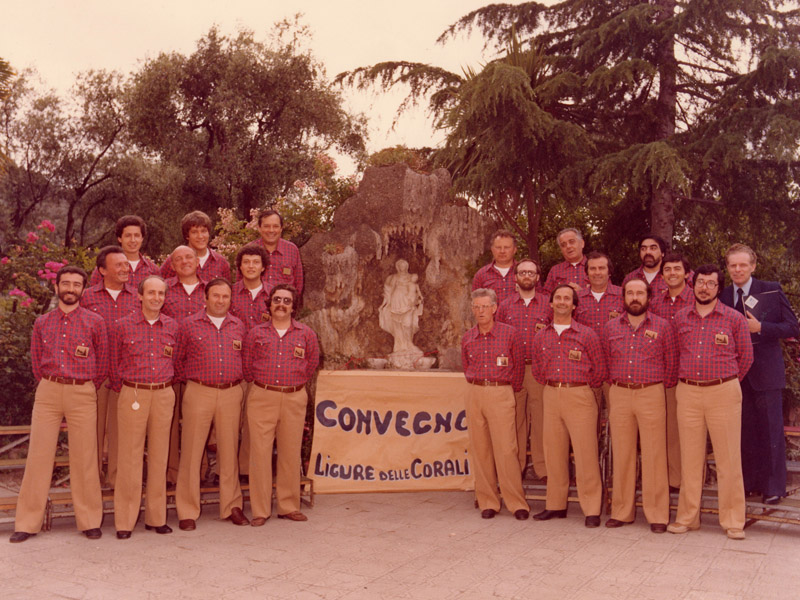
Il Coro Mongioje al IX Convegno delle Corali Liguri a Camogli, 1982

Dopo il primo concerto diretto dal neo maestro nel 1977 in presenza di Achille Compagnoni, il coro affronterà nuovamente il Concorso di Ivrea nello stesso anno e successivamente inizierà una serie di rassegne in ricordo del precedente direttore artistico. Inizia anche ad ampliarsi e cambiare il repertorio: compaiono nomi di compositori e armonizzatori come Bepi De Marzi e, soprattutto, Paolo Bon. Quest'ultimo, con il tipo di elaborazioni che presentano i suoi brani, determinerà l'inizio dell'evoluzione musicale del Mongioje. A questo si aggiunge anche il contributo da parte di Guglieri stesso di sue numerose armonizzazioni.
Nel 1983 il coro realizza la sua prima registrazione discografica in occasione del ventennale del Mongioje, mentre l'anno successivo avrà ospite al Teatro Rossini di Imperia il Coro della SAT. Nell'85 e nell'87 il Mongioje parteciperà al Festival Internazionale di Clusone organizzato dal Coro Idica, mentre nel 1988 farà la sua prima trasferta fuori Italia esibendosi in Polonia e l'anno successivo in Austria. Seguiranno anche numerose partecipazioni in diverse zone della vicina Francia.
Nel 1992 inizia la lunga amicizia con il Gruppo Vocale Il Baluardo di Lucca, con scambi reciproci di inviti e concerti ancora oggi in atto. Nel 1993 pubblicherà il nuovo album Da a me riva... per celebrare i trent'anni di vita. A fine anni '90 il coro parteciperà a diverse trasferte tra cui Tesserete in Svizzera, riceve il Premio San Leonardo della città di Imperia e si trasferirà nella nuova, attuale sede in via Trucco nella frazione di Oliveto, negli ex locali scolastici.
Dal 2000 organizza a cadenza annuale la rassegna natalizia Auguri alla Città, ospitando ogni anno uno o più cori, mentre nel 2001 organizza, per oltre un decennio, la rassegna biennale Ponente Canta, con la caratteristica di ospitare per due giorni fino a sei cori e di farli esibire in sei differenti località della Provincia di Imperia affiancati da cori locali, per terminare tutti insieme, il secondo giorno, al Teatro Cavour di Imperia. Nel 2003, per il Quarantesimo del Mongioje, viene pubblicato un cd di canti natalizi In...canto di Natale. Nel 2004 il Mongioje ha modo di conoscere e condividere una serata informale nella propria sede con il gruppo vocale inglese King's Singers.
Nel 2011, in vista del gemellaggio tra Imperia e Friedrichshafen, il Mongioje parteciperà ai festeggiamenti dei duecento anni della cittadina affacciata sul Lago di Costanza, in Germania. Nel 2012 il maestro Elio Guglieri lascia la direzione del coro ad Ezio Vergoli.

### Dal 2012 a oggi

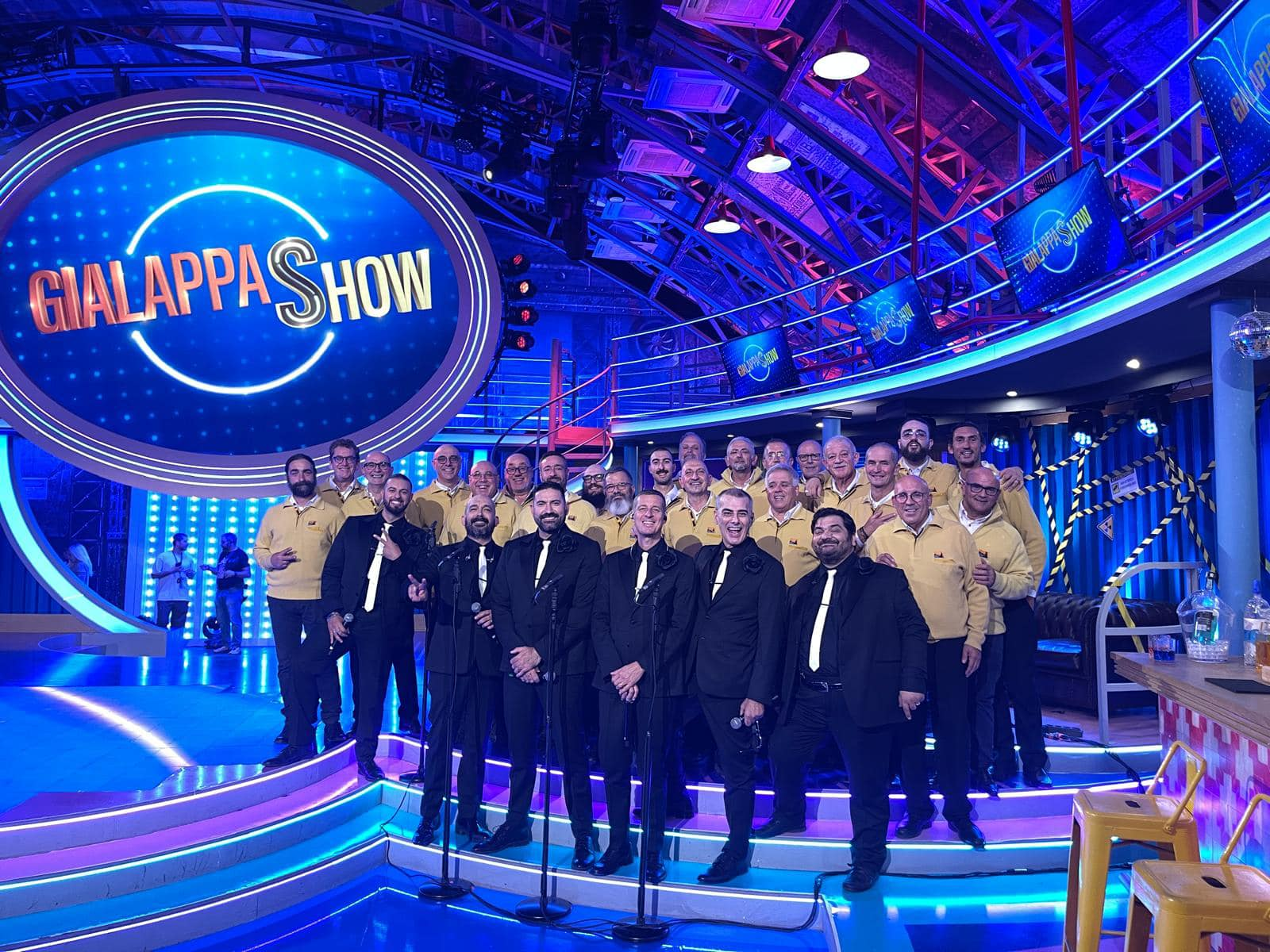
Il Coro Mongioje insieme ai Neri per Caso durante le registrazioni al GialappaShow, 2024

Passate le redini del Mongioje a Vergoli, il coro presenterà nel 2013, in occasione dei suoi Cinquant'anni di esistenza, diverse iniziative: una serie di concerti a Peyrehorade in Francia, in occasione del Festival International de Chant Choral du Pays d'Orthe; un flashmob presso un supermercato ad Arma di Taggia; una nuova incisione discografica, Mongioje Junction!, che ripercorre cinquant'anni di repertorio. Nel 2016, sotto richiesta di Vittorio Cosma, il Mongioje parteciperà alla diretta della serata conclusiva del DopoFestival di Sanremo, condotto da Nicola Savino e dalla Gialappa's Band, cantando la sigla di apertura e realizzando uno sketch sul brano Prisencolinensinainciusol di Adriano Celentano insieme a Clementino, Nicola Savino e Max Giusti nei panni di Massimo Ranieri. L'anno dopo parteciperà al Festival Microcosmi, organizzato da Cosma a Comerio. Nel 2018 sempre Vittorio Cosma collaborerà con il Mongioje per alcuni brani presenti nell'album DNA dei Deproducers di cui Cosma fa parte.
Nel 2020 Ezio Vergoli si ritira dalla direzione e, fino al 2022, prenderà la conduzione del coro Ramon Brusini. Nel 2022 tornerà a dirigere il coro Vergoli. Diversi concerti ed iniziative celebreranno non solo i Sessant'anni del coro, ma anche i 100 anni della fondazione della città di Imperia, entrambi nel 2023. L'apice degli eventi avverrà nel mese di ottobre 2024 con la partecipazione del Mongioje, sempre sotto richiesta di Vittorio Cosma, della prima puntata della quarta stagione del GialappaShow sull'emittente TV8. La compagine imperiese affiancherà in due brani (Furore di Paola e Chiara e Leave It degli Yes) i Neri per Caso e un brano (Live and let die dei Wings) ancora con i Neri per Caso e a Laura Pausini. Sempre nel corso del 2024 viene presentato, con una rinnovata veste grafica, il nuovo sito ufficiale del coro, www.coromongioje.it .

## Discografia
Vent'anni di canto (1983)
Da a me riva... (1993)
In...canto di Natale (2003)
Mongioje Junction! (2013)